# Umbergaon
Umbergaon (o Umargam, Ambargaon) è una suddivisione dell'India, classificata come census town, di 21.648 abitanti, situata nel distretto di Valsad, nello stato federato del Gujarat. In base al numero di abitanti la città rientra nella classe III (da 20.000 a 49.999 persone).

## Geografia fisica
La città è situata a 20° 11' 60 N e 72° 45' 0 E al livello del mare.

## Società

### Evoluzione demografica
Al censimento del 2001 la popolazione di Umbergaon assommava a 21.648 persone, delle quali 11.939 maschi e 9.709 femmine. I bambini di età inferiore o uguale ai sei anni assommavano a 2.981, dei quali 1.504 maschi e 1.477 femmine. Infine, coloro che erano in grado di saper almeno leggere e scrivere erano 15.309, dei quali 9.288 maschi e 6.021 femmine.